# Zeche is nich – Sieben Blicke auf das Ruhrgebiet 2010
Zeche is nich – Sieben Blicke auf das Ruhrgebiet 2010 ist ein deutscher Episodenfilm aus dem Jahr 2010. Die insgesamt sieben Kurzfilme von sieben (teilweise) Nachwuchs-Filmemachern thematisieren das Ruhrgebiet und seine Menschen. Dabei sind sowohl Spiel-Episoden als auch dokumentarische Beiträge vertreten sowie solche, die keinem Genre eindeutig zuzuordnen sind.

## Handlung
In sieben Episoden werden verschiedene Lebenswelten im Ruhrgebiet von heute filmisch beleuchtet. Dabei folgen die in sich abgeschlossenen Filme nicht aufeinander, sondern sind ineinander verschachtelt. Inhaltliche Berührungspunkte zwischen den Episoden gibt es nicht. Jede Episode hat einen eigenen Filmtitel.

### On the Road
Der österreichische Filmemacher Stephan Bergmann bereist das Ruhrgebiet von Ost nach West per Anhalter über die A40 und lässt die Menschen, die er dabei zufällig trifft, ausgiebig zu Wort kommen. Dazu gehören Hardcore-Fans von Schalke 04 ebenso wie Anhänger der Tuner-Szene oder ganz normale Berufspendler. Eingeschnitten ist auch eine längere Szene aus der berüchtigten Nordkurve in der Veltins-Arena.

### The new Malocher
In dieser komödienhaft angelegten Science-Fiction-Episode wird der sprechende, zickige und Bier trinkende Kneipen-Roboter IRB#2600 von seinem Chef, dem Inhaber einer Borussia-Dortmund-Sportkneipe, entlassen und sucht neue Arbeit. Dabei erlebt er so manches Abenteuer, unter anderem im Streit mit Trinkern an einem Kiosk, als Arbeiter in einem Werk für Autoteile und als Triangel-Spieler in einem Orchester. Der einsame Arbeiter Eddi, den der Roboter an seinen verstorbenen Hund erinnert, "adoptiert" ihn, streichelt ihn und legt ihm ein Halsband um.

### Thomas, Thomas
Der etwas weltfremde Mittdreißiger Wolfgang Weber, Sohn und Enkel von Bergleuten, ist ein Bücherwurm und Stadtarchivar in Castrop-Rauxel. Seine beiden Leidenschaften, die Biografie des irischen Bergbau-Pioniers William Thomas Mulvany und indische Kultur, versteht er auf ausgefallene Weise zu verbinden: Er versucht durch intensive Recherchen nachzuweisen, dass ein ihm bekannter, in Castrop-Rauxel wirkender Mediziner der wiedergeborene Mulvany sei. Dafür reist er sogar bis zum Sri-Kamadchi-Ampal-Tempel in Hamm-Uentrop, um sich geistlichen Beistand zu holen. Der Film lässt offen, ob die Geschichte dokumentarisch oder Fiktion ist.

### Bochumer Jungen
Der exzentrische Paukenschläger Manfred hat in seinem uniformierten Traditions-Orchester Bochumer Jungen – gespielt vom Fanfarenzug Blau-Weiß Bochum-Hamme und vom Bochumer Landsknecht Fanfarenzug – mit konservativem Musikgeschmack einen schweren Stand: Seine Neigungen zu musikalischen Aufmüpfigkeiten werden vom regeltreuen Tambourmajor und den Kollegen mit Mobbing und Rauswurf geahndet. Traurig zieht Manfred samt seinem Instrument mit U-Bahn und Straßenbahn durch Bochum und fühlt sich dabei von einem Putzmann verfolgt. Auf einer U-Bahn-Station, wo er die Kollegen zufällig wieder trifft, gelingt Manfred plötzlich die Wende: Er bringt Musikkapelle, Tambourmajor sowie den Putzmann zum Swingen. Die Episode endet in einer Art ausgelassener, surrealer Musical-Szene. Anders als in den übrigen Episoden, in denen sehr viel geredet wird, bleiben die Figuren in dieser Episode bis auf die Anweisungen des Tambourmajors stumm.

### Ali sein Garten
Irgendwo im Ruhrgebiet besucht die Filmemacherin eine multikulturelle Kleingartenanlage. Deutsche, türkische, koreanische und osteuropäische Parzellenbesitzer pflegen friedlich, wenn auch nicht immer konfliktfrei, nebeneinander ihr Hobby. Im Mittelpunkt stehen Gespräche, Philosophieren über den "richtigen" Gartenbau und Feiern.

### Sinan G.
Im Mittelpunkt des Dokumentarfilms steht der Essener Rapper und ehemalige Berufsverbrecher Sinan-G. Der iranischstämmige Musiker erzählt ausführlich aus seinem Leben, über Straftaten, Schussverletzungen, Gefängnisaufenthalt und Läuterung durch Sport und Musik. Mit-porträtiert wird sein Bruder und Manager Roozbeh Farhangmehr.

### Die Anden des Ruhrgebiets
Der klassisch angelegte dokumentarische Kurzfilm begleitet die Existenzgründerin Beate Pracht durch ihren Berufsalltag als Lama-Therapeutin, bei der Arbeit mit ihren Tieren, alten Menschen und Behinderten, und ihre Tätigkeit als Unternehmerin. Dazu gehören neben der Lamatherapie auch die Organisation von Freizeit-Veranstaltungen und Seminaren zur Stressbewältigung wie Anti-Burnout-Trainings. Als „Anden des Ruhrgebiets“ bezeichnet Pracht die renaturierten Abraumhalden am ländlichen geprägten Nordrand von Gelsenkirchen, so die Halde Oberscholven.

## Hintergrund
Produziert wurde der Film von Melanie Andernach und Knut Losen (Made in Germany Filmproduktion) in Kooperation mit ZDF Das kleine Fernsehspiel, Kunsthochschule für Medien Köln sowie Internationale Filmschule Köln (ifs). Gefördert wurde der Film von der Filmstiftung Nordrhein-Westfalen. Erstmals gezeigt wurde er am 9. Januar 2010 anlässlich der Eröffnungsfeier von RUHR.2010 – Kulturhauptstadt Europas auf Zeche Zollverein in Essen. Anschließend nahm er im Rahmen einer Sondervorstellung am Filmfestival Max Ophüls Preis in Saarbrücken teil, im März 2010 am Kirchlichen Filmfestival Recklinghausen. In der Nacht vom 30. auf den 31. August 2010 wurde der Film im ZDF ausgestrahlt.

## Kritik
Der Kölner Stadtanzeiger nennt in einer Besprechung vom 7. Januar 2010 Zeche is nich: 

„...unprätentiös und kumpelhaft.“

## Wissenswertes
- Die Episoden Bochumer Jungen[7] von Henning Marquaß und Thomas, Thomas von Corinna Liedtke wurden auch als eigenständige Filme veröffentlicht.